# 川上村 (山口県)
川上村（かわかみそん）は、かつて山口県の北部、阿武川及びその支流の流域周辺にあった村である。阿武郡に属した。
市町村合併により2005年（平成17年）3月6日、萩市の一部となった。

## 地理
阿武川が村のほぼ中央を流れ、また村内にある阿武川ダムのダム湖が横たわっている。
四方を山地が囲んでおり、可住面積が低い。

### 隣接する自治体
- 福栄村（現・萩市）
- 萩市
- 旭村（現・萩市）
- 阿東町（現・山口市）

## 歴史
- 1889年（明治22年）4月1日 - 町村制の施行により、近世以来の川上村が単独で自治体を形成。
- 1975年（昭和50年） - 阿武川ダムが完成。村内2つの地区が水没。
- 2005年（平成17年）3月6日 - 萩市・田万川町・むつみ村・須佐町・旭村・福栄村と合併し、改めて萩市が発足[1]。同日川上村廃止。

## 行政
旧川上村役場は現在萩市役所川上総合事務所となり、住民サービスを行っている。
なお、川上地域には役場の支所、出張所などは無い。

## 経済
- 基幹産業は林業と農業であるが、林業は海外からの輸入材木に押されており、厳しい状況が続いている。農業ではゆずが特産品。
- 阿武川の鮎は観光資源としても期待されており、長門峡竜宮淵ではあゆまつりが開かれるなど、地域をあげてのPRを続けている。

## 地域
山口県内でもっとも人口が少ない地域であるが、人口が少ないゆえに高齢化率や出生率などの変動が激しい。

### 教育
- 川上小学校
- 川上中学校

## 観光
- 長門峡
- 阿武川ダム
- 阿武川民俗資料館
- 阿武川温泉

## 交通

### 鉄道
村内を鉄道路線は通っていない。鉄道を利用する場合の最寄り駅は、JR西日本山陰本線萩駅あるいは東萩駅。

### 路線バス
かつては長門峡の川上側入り口である竜宮淵や旭村との境にある笹尾地区まで路線バスがあったが、現在は阿武川ダム上流の惣良台入り口までとなっている。
惣良台入口へ向かうバス以外はすべて、村の中心から少しはずれた国道262号にある長門峡北入口停留所を経由する。
- JRバス中国 防長線
  - 東萩駅 - 山口駅
- 防長交通
  - 東萩駅 - 新山口駅新幹線口
  - 萩バスセンター - 東萩駅 - 惣良台入口
  - 東萩駅 - 秋芳洞

### 道路
国道262号が村の西部を通り、中心部には阿武川沿いに山口県道67号萩川上線が通っている。

#### 一般国道
- 国道262号

#### 主要地方道
- 山口県道10号山口福栄須佐線
- 山口県道67号萩川上線

#### 一般県道
- 山口県道293号萩長門峡線
- 山口県道310号迫田篠目停車場線
- 山口県道360号笹尾筏場線

## その他
川上地域は郵便番号がかつては行政区ごとに設定されていたが、合併により全域が萩市川上となったことから、全域758-0141に改められた。